# メッシュ (漫画)
『メッシュ』は、萩尾望都による日本の漫画作品。漫画雑誌『プチフラワー』（小学館）にて1980年夏の号から1984年6月号まで連載された。

## 概要
パリを舞台に、母親に捨てられ、父親に憎まれている少年・メッシュの放浪と成長、父親との対立を描いた連作短編。
父親ときずなを取り戻すも結局捨てられる少年の物語『訪問者』（『プチフラワー』1980年春の号）に続いて描かれた作品で、父親にアンビバレントな感情を抱く少年を描く。父親と息子の対立を主題とする一方、主人公は男性なのに女性の名を持ち、女装を楽しみ、同性愛者に言い寄られるなど、性同一性の混乱・あいまいな性という副題が全編を通して存在し、後年の『マージナル』・『残酷な神が支配する』に通ずるものがある。萩尾望都作品では初めてベッドシーンが描かれ、キスシーンも多い。
作者の転換期の作品で、初期の細かい挿話を積み重ねるように描く構成から、旧来の漫画に見られるような平明な構成に変化している。シリアスな話の中にユーモアを織り交ぜている。同時に画風も、手塚治虫の影響を受けた柔らかなものから、硬質でリアルな筆致に変化している。

## 作品
1. メッシュ（『プチフラワー』1980年夏の号）
2. ルージュ（『プチフラワー』1980年秋の号）
3. 春の骨（『プチフラワー』1981年初夏の号）
4. モンマルトル（『プチフラワー』1981年夏の号）
5. 革命（『プチフラワー』1981年秋の号）
6. ブラン（『プチフラワー』1981年冬の号）
7. 耳をかたむけて（『プチフラワー』1982年5月号）
8. 千の矢（『プチフラワー』1982年7月号）
9. 苦手な人種（『プチフラワー』1982年9月号）
10. 謝肉祭（『プチフラワー』1983年3月号）
11. シュールな愛のリアルな死（『プチフラワー』1984年6月号）

- 番外編

1. Plan de Paris（『春の骨 メッシュ2』小学館、1982年1月）
2. Movement I（『革命 Revolution メッシュ3』小学館、1982年8月）
3. Movement II（『プチフラワー』1983年5月号）
4. Movement III（『謝肉祭 メッシュ6』小学館、1983年11月）

## 登場人物
フランソワーズ・マリー・アロワージュ・ホルヘス（メッシュ）
本名が女性らしい女性名であるため、自他ともにメッシュと呼ぶ。
愛称の由来は金に一部銀が混じった特徴的な髪色。第二次性徴で発現した父方祖父からの遺伝で、ホルヘスの息子であることを裏付ける証拠となった。
感情が不安定。2歳のときに母親が駆け落ちすると、実子かどうか疑った父親によってスイスの寄宿学校に入れられる。のちに父親は実子だと認めたが、メッシュを放っておいた過ちを母親に転嫁したため、父親を憎悪するように。14歳のときから家出している。
ミロン・ファレル
贋作（がんさく）画家。怪我（けが）をしたメッシュを拾い、そのままアパートで同居させる。
周囲の人に疎まれていた過去があるが克服している。
ルイ・シラノ
アパートの住人。ミロンの階下に住む医者。
エレーヌ
アパートの向かいに住むタイピスト。ルイの恋人。
ラカン画廊の主人
ミロンのお得意先。
カティ
ミロンの恋人。
ドルー
ギャング。ミロンに拾われる前にメッシュが居候していた。
バン
ドルーのボスでサムソンと組んでいる。ギャング。
ジャン・サムソン・ホルヘス
メッシュの父。ギャング。メッシュを支配しようとする。
エーメ・ホルヘス
ホルヘスの後妻でメッシュの義母。メッシュを心配している。
マルセリーナ・ルビエ（マルシェ）
メッシュの母親。現在は心を病んでいる。

## 舞台劇
Studio Lifeにより2005年6月15日 - 7月4日までシアターサンモールで舞台化された。脚本・演出は倉田淳。
キャスト
- メッシュ： 山本芳樹、岩﨑大
- ミロン：曽世海児、高根研一
- 他